# Лидзбарк Вармињски
Лидзбарк Вармињски (пољ. Lidzbark Warmiński) град је у Пољској у Војводству варминско-мазурском. По подацима из 2012. године број становника у месту је био 16 539.

## Становништво
| 2012.  |
| ------ |
| 16 539 |

## Партнерски градови
- Верлте